# Jyrki Välivaara
Jyrki Välivaara (Jyväskylä, 30 maggio 1976) è un hockeista su ghiaccio finlandese.

## Palmarès

### Mondiali
- 1 medaglia:
  - 1 oro (Slovacchia 2011)